# Vila Vintém
Vila Vintém és una comunitat urbana de rendes baixes localitzada entre els barris de Realengo i Padre Miguel, en la Zona oest de la ciutat de Rio de Janeiro. Situat als límits del ferrocarril, és la seu de Mocidade Independente de Padre Miguel i d' Unidos de Padre Miguel. La seva carretera principal és l'anomenada Rua Belisário de Souza, que va del conjunt de l'IAPI, a Padre Miguel, fins a Realengo.

## Història
L'àrea on es localitza Vila Vintém havia pertangut a l'Exèrcit. Els primers residents van necessitar demanar permís dels militants per construir les seves cases, que eren, gairebé sempre, d'estuc i palla. No hi havia ni clavegueram ni llum - en comptes d'això van utilitzar espelmes i llanternes. Les estufes eren de llenya i hi havia només alguns “tubs d'aigua col·lectius”, on els residents aconseguirien aigua amb llaunes.
El 1939 va ser construïda l'estació de ferrocarril de Moça Bonita, on abans només hi havia una petita parada de tren. Els treballadors de l'estació de ferrocarril van començar a poblar Vila Vintém.
Els treballadors que van construir els apartaments situats al carrer Marechal Falcão da Frota també van anar a viure a la comunitat, que va créixer cada cop més. Hi hi havia poc comerç, només alguna botiga de queviures i una carbonera; la llum va arribar a l'associació dels residents des d'on es va distribuir a la comunitat sencera. El sanejament bàsic (sistema de clavegueram i aigua canalitzada) va arribar amb el govern de Carlos Lacerda.
Ela anys 1950, a l'estació de ferrocarril de Moça Bonita li van canviar el nom pel de "Padre Miguel" (més tard esdevindria el nom del barri), en homenatge el sacerdot Miguel de Santa Maria Mochon, que va dedicar tota la seva vida a l'església de Nossa Senhora da Conceição de Realengo. Tota la zona de Moça Bonita es va convertir en “Padre Miguel”.

## Localització i accés
La comunitat de Vila Vintém és troba entre 2 barris: Realengo (on comença al carrers Barão do Triunfo) i Padre Miguel (final,al carrer general Gomes de Castro).

## Narcotràfic
Vila Vintém també és coneguda pel tràfic de drogues, és una de les faveles controlada per la facció criminal Amigos dos Amigos. Hi viu el traficant de drogues Celso Luís Rodrigues, conegut com Celsinho de Vila Vintém, que va ser empresonat el 2002.